# 羅伯特·S·卡皮托
羅伯特·史蒂芬·卡皮托（英語：Robert Steven Kapito，1957年2月8日—）是一名美國商人和投資者。他是紐約市投資管理公司貝萊德的共同創辦人（與拉里·芬克和蘇珊·瓦格納共同創辦）兼總裁。

## 早年生活和教育
卡皮托出生於紐約州蒙蒂塞洛一個工人階級的猶太家庭。他的父親、姑姑和兩個兄弟在蒙蒂塞洛經營輪胎和汽車維修業務達50年之久，據卡皮托所說，「我想我從未見過他們（他的父母）有一雙乾淨的手。」。在卡皮托13歲那年，他的父親嚴重中風，但仍繼續在辦公室工作。他的父親於1986年逝世，母親則於1997年逝世。
卡皮托於1975年畢業於蒙蒂塞洛高中。他在水牛城大學就讀了兩年，之後轉到賓夕法尼亞大學華頓商學院，1979年畢業並獲得經濟學學士學位。1983年，他獲得哈佛商學院的工商管理碩士學位。

## 職業生涯
卡皮托於1979年從賓州大學畢業後加入第一波士頓，開始在公共金融部工作。他受聘於拉里·芬克，在第一波士頓工作，他們在美國開創不動產抵押貸款證券市場的過程中發揮了重要作用。
卡皮托離開第一波士頓，完成他的工商管理碩士學位，並於1983年回到公司的抵押貸款產品部。1988年，卡皮托與芬克一起離開第一波士頓，並以合夥人身份在私人股權投資公司黑石集團旗下成立貝萊德。卡皮托在貝萊德與芬克密切合作，在貝萊德建立了積極進取、忠誠支持芬克的聲譽。
2012年，他因捐款而獲得紐約聯合猶太人呼籲聯盟頒發的古斯塔夫·L·利維獎。
2022年，他警告產品短缺的問題，並表示「從來不需要犧牲、非常有權利的一代」正經歷第一次的通貨膨脹。這番評論受到新聞輿論的反彈，指出他的高薪和淨值。
卡皮托是出席在香港舉行的2022年全球金融領袖投資峰會的200位全球金融高管之一。兩位美國國會議員表示，這些高管應重新考慮出席，並指出「他們的出席只會使香港當局與中共一起迅速瓦解香港自治、新聞自由和法治的行為合法化。」
卡皮托擔任賓夕法尼亞大學華頓商學院理事會成員，以及哈佛甘迺迪學院行政人員教育學院成員。他也是希望與英雄兒童癌症基金會的董事會主席，以及全國性非營利教育藝術組織長春花青年劇場（Periwinkle Theatre for Youth）的董事會主席。

## 個人生活
卡皮托在他的妻子愛倫·R·赫希（Ellen R. Hershey）在賓夕法尼亞大學護理學院就讀時認識了她，他們於1980年結婚。愛倫·R·赫希是來自紐約州北谷溪的伯納德·赫希（Bernard Hershey）和羅斯林·赫希（Roslyn Hershey）的女兒。。愛倫·卡皮托是賓夕法尼亞大學護理學院監督委員會的成員。他們有四個孩子。卡皮托的嗜好是高爾夫球、滑雪和駕駛修復過的老爺車。

## 外部連結
- 官方網站